# 九廣鐵路局
九廣鐵路局是九廣鐵路公司的前身，為香港政府的其中一個部門，於1910年10月1日至1983年2月1日間運作，負責管理在香港境內的九廣鐵路－英段（現港鐵東鐵綫）。

## 歷史
1910年，九廣鐵路－英段啟用，由九廣鐵路局管理，為香港交通史豎立了重要的里程碑。九鐵自此成為往來香港市區、新界及中國內地之間的主要交通工具，在香港的經濟和社會上起了相當大的作用。
早於1973年，麥建時公司建議港府將九廣鐵路局在內的公營部門公司化。其後，時任局長高嘉禮亦曾於1976年就此作爭取，使政府開始研究九鐵公司化的可行性，為九廣鐵路局改組揭開序幕。
1981年9月16日，香港政府原則上決定於1983年之前，把九廣鐵路局由政府部門改為公共法團（即所謂公司化）。該項計劃是先成立臨時管理局進行管理，然後把整個部門轉到一個新公司之下，而管理局則相似於一般公司的董事局，對公司的任何政策都有最終的決定權。由於九廣鐵路局的規模相當龐大，事件引起員工關注，要求在過程中保障自身的利益。此決定被認為與同樣由政府擁有的地下鐵路系統以獨立公司營運有關。
1982年12月24日，《九廣鐵路公司條例》通過，規定成立一所不在香港政府架構內的新公司（即九廣鐵路公司），按商業原則經營。但由於香港政府是新公司的唯一股東，管理局的成員都由政府委任，通常包括公司高級行政人員、運輸及財務官員，及少量公眾人士。
1983年，九廣鐵路公司正式成立。同年2月1日，九廣鐵路正式改由九鐵公司管理。所有原九廣鐵路局人員均先以借調形式，繼續以公務員形式在九鐵公司工作，完成手續後才於5月1日起正式轉為九鐵員工。最後，多數員工都順利轉投到新公司繼續工作，部分員工轉職後還繼續保留公務員身份。因應轉職至九鐵公司後假期將被扣減，政府向原九廣鐵路局約1,500名員工發放一筆過補償，總數超過2,000萬元。

## 歷任首長

### 局長
- 林德時[8]（Edward Sergint Lindsey；1909年-1911年）[9]
- 溫思勞，OBE（Herbert Pinckney Winslow；1911年-1927年）[10]
- 邲嘉，OBE（Robert Baker；1927年-1934年）[11]
- 獲嘉（Reginald David Walker；1934年-1941年）[12]
- 杜利華，CBE（Ivan Bernard Trevor；1946年-1958年）[13]
- 林保漢（1958年-1974年，首年為署任，後獲真除）[14]
- 高嘉禮（Reginard Gregory；1974年[15]-1978年，後轉職至博茨瓦納國鐵；1983年因空難身亡）
- 侯偉志（Bobby Howes；1978年-1981年，後升任鐵路拓展署署長，並過渡為九鐵公司總經理）[16]
- 黃汝霖（1981年[17]-1983年，末任局長，後過渡為九鐵公司董事）[18]

#### 紀念
紅磡區內有多條街道以歷代九廣鐵路局局長命名，有溫思勞街、必嘉街、獲嘉道等。
九鐵亦分別有三台G12型柴油機車（53-55號），及一台G16型柴油機車以前任九廣鐵路局局命名，當中前者分別名為「溫思勞號」、「邲嘉號」及「獲嘉號」，而後者命名為「杜利華號」。目前，該等機車皆已退役。

### 副局長
- 林保漢（？-1958年）
- 黃汝霖（1978年[19]-1981年）[16]

## 後續影響
由於九廣鐵路公司於1982年成立，但部份職員早於該公司成立之前已加入其前身「九廣鐵路局」工作，基於他們的工作習慣，令該公司的公司文化一直被外界所詬病，並認為是不合時宜。
在營運層面方面，部份東鐵的月台長會把電氣化火車稱之為「客車」（直至兩鐵合併後仍有出現），但「客車」一詞是指東鐵未實施電氣化時以柴油機車牽引的載客車卡，而現時的習慣會稱之為「列車」，令乘客似懂但又不懂的。
在管理層方面，一些中層管理人員只准下屬只可按上級的意願來工作，並不喜歡其下屬自發地做一些原有工作範圍以外的工作，即使下屬多做一點點也要責備。結果令到一线員工有一個「少做少錯，不做便會沒有錯」的心理。因為員工們就認為鐵路意外是需要數項錯誤同時出現才會發生。故此員工們都有一個心態，若只犯上一個工作上的輕微失誤，員工們都只會感到該失誤是無傷大雅。
而九鐵公司內部亦有一種「理想主義文化」，所有問題都要有待事情解決後，有詳細的數據才上報，而有關的員工大多也只會自行解決問題。而上報的時候，即使中層員工沒有蓄意隱瞞，但由於資料不清晰，令到即使是管理局的成員也不能即時知道有關運作上的問題。九鐵管理局主席田北辰亦指出，這做法已不能符合現今社會對透明度的迫切性要求，即使自從田氏由2001年擔任九鐵管理局主席以來也未能成功改變這種文化。